# برایانا استابز
برایانا استابز (: Brianna Stubbs؛ زادهٔ ۱۳ july ۱۹۹۱ (۳۳ سال)) ورزشکار روئینگ اهل بریتانیا است.
وی همچنین برندهٔ جوایزی همچون ۱۰۰ زن بی‌بی‌سی شده‌است.
وی در مسابقات کشوری و بین‌المللی در مجموع برندهٔ ۲ مدال طلا، ۲ مدال نقره شده‌است.